# Stemma dell'eSwatini
Lo stemma dell'eSwatini è stato concesso da re Sobhuza II il 30 aprile del 1968, poco dopo la proclamazione dell'indipendenza del Paese. 

## Descrizione
Esso consiste di un ishilunga, tradizionale scudo da guerra Nguni con delle lance e un bastone, tutto al naturale, in campo azzurro. Sopra lo stemma è posta una lidlabe, corona di piume indossata dal re durante la festa del raccolto chiamata Incwala, mentre ai lati sono presenti un leone a destra e un elefante a sinistra, anch'essi al naturale; il tutto poggia su un nastro che riporta il motto nazionale Siyinqaba che in lingua swati significa "Noi siamo la fortezza".
Lo scudo ishilunga è un simbolo di protezione, mentre i due animali rappresentano il re (il leone) e la regina madre (l'elefante).